# Baron Bruntisfield
Baron Bruntisfield, of Boroughmuir in the City of Edinburgh, ist ein erblicher britischer Adelstitel in der Peerage of the United Kingdom.

## Verleihung
Der Titel wurde am 2. Juli 1918 für Sir Victor Warrender, 8. Baronet, geschaffen. Er hatte bereits 1917 von seinem Vater den Titel Baronet, of Lochend in the County of Haddington, geerbt, der am 2. Juni 1715 in der Baronetage of Great Britain seinem Vorfahren, dem Lord Provost of Edinburgh George Warrender (um 1658–1721), verliehen worden war.
Heutiger Titelinhaber ist seit 2007 sein Enkel Michael Warrender, 3. Baron Bruntisfield.

## Liste der Barone Bruntisfield (1942)
- Victor Warrender, 1. Baron Bruntisfield (1899–1993)
- John Warrender, 2. Baron Bruntisfield (1921–2007)
- Michael Warrender, 3. Baron Bruntisfield (* 1949)

Titelerbe (Heir Apparent) ist der älteste Sohn des aktuellen Titelinhabers, Hon. John Warrender (* 1996).